# 宮浦港 (直島町)
宮浦港（みやのうらこう）は、香川県香川郡直島町にある地方港湾。港湾管理者は香川県。また、香川県によって防災機能強化港に指定されている。

## 航路
- 四国汽船（フェリー・旅客船）
  - 宇野港 - 宮浦港
  - 高松港 - 宮浦港